# Hulda from Holland
Hulda from Holland è un film muto del 1916 diretto da John B. O'Brien. Il titolo originale dello scenario, firmato da Edith Barnard Delano, era Miss Jinny.

## Trama
Lo zio di Hulda, recandosi a ricevere la nipote appena arrivata dall'Olanda, resta ferito in un incidente e deve essere portato in ospedale. La ragazza, allora, prende alloggio in una pensione dove conosce Allan, un artista. Il giovane, in realtà, è il figlio di un magnate delle ferrovie, John Walton, che cerca di comperare la terra di zio Peter per farvi passare una sua linea. Allan e Hulda si innamorano e finiscono per sposarsi. Alla cerimonia intervengono anche i due nuovi parenti, John e Peter, che - dopo le scaramucce e gli attacchi che si sono scambiati a proposito della terra contesa - finiscono per riconciliarsi.

## Produzione
Il film fu prodotto dalla Famous Players-Lasky Corporation.

## Distribuzione
Distribuito dalla Paramount Pictures, il film uscì in Portogallo l'8 aprile 1916 con il titolo Flor da Holanda. Negli Stati Uniti, uscì in sala il 30 luglio 1916. Ne venne curata una riedizione che venne distribuita nel 1919.